# Warszawa Włochy Graniczna
Warszawa Włochy Graniczna (poprzednia nazwa: Włochy Graniczna) – nieistniejący już przystanek kolejowy Elektrycznej Kolei Dojazdowej w Warszawie.
Został wybudowany w lipcu 1932 roku. Znajdował się w dzielnicy Włochy, na osiedlu Osiedle Włochy, przy ulicy Popularnej.
Przystanek zlikwidowano w listopadzie 1971 roku razem z linią z Warszawy Szczęśliwic do Warszawy Włoch EKD z powodu przebudowy ulicy Aleje Jerozolimskie.